# Искушение (фильм, 1946)
«Искушение» (англ. Temptation) — нуаровая мелодрама режиссёра Ирвинга Пичела, которая вышла на экраны в 1946 году.
В основу фильма положен роман Роберта Смита Хиченса «Белла Донна» (1909). По этому роману ранее были поставлены фильмы «Белла Донна» в 1915, 1923 и 1934 годах.
Действие фильма происходит в викторианскую эпоху. Фильм рассказывает об обедневшей красавице с тёмным прошлым Руби Чепстоу (Мерл Оберон), которая влюбляет в себя богатого археолога Найджела Эрмайна (Джордж Брент), выходит за него замуж и вместе с ним переезжает в Египет. Там ей становится скучно, и вскоре она начинает роман с местным ловеласом Махмудом Баруди (Чарльз Корвин). Руби влюбляется в Баруди, и он подталкивает её к тому, чтобы избавиться от Найджела, завладев его наследством.
Критики дали фильму сдержанные оценки, посчитав сценарий скучным и затянутым, но достаточно высоко оценив актёрскую игру, особенно, Мерл Оберон.

## Сюжет
В 1900 году в Каире шеф полиции Ахмед Эффенди (Арнольд Мосс) приезжает на богатую виллу «Белла Донна», которая принадлежит известному археологу и египтологу Найджелу Эрмайну (Джордж Брент). Там Ахмед беседует с женой Найджела, красавицей Руби Чепстоу Эрмайн (Мерл Оберон), которая вернулась в Египет после годичного пребывания за рубежом. Ахмед предъявляет Руби металлическую коробочку, которая принадлежала умершему год назад светскому гуляке Махуду Баруди (Чарльз Корвин). Руби просит Ахмеда ничего не рассказывать Найджелу, обещая, что на следующий день сама придёт в полицию и всё расскажет. Позднее тем же днём Руби с Найджелом и его близким другом, доктором Мейером Айзексоном (Пол Лукас) пьёт чай в беседке на территории виллы, после чего направляется с доктором на прогулку по парку, рассказывая ему о событиях своей жизни за последние годы:
Три года назад в Лондоне Руби пришла на приём к доктору Айзексону, жалуясь на бессонницу. После осмотра доктор говорит, что здоровье Руби в полном порядке, однако зная о её разводе и об отношениях с другими мужчинами, доктор рекомендует ей подумать прежде всего о своём моральном здоровье. Айзексон советует ей найти мужа и стать ему хорошей женой, хотя, как он полагает, в Лондоне с учётом её репутации это будет непросто. Руби отвечает, что уже нашла человека, за которого хочет выйти замуж, и просит Айзексона остаться верным врачебной этике и ничего не рассказывать её избраннику о её прошлом. Дома Руби вместе с преданной служанкой Мари (Ленор Алрик) штудирует книгу по египтологии в расчёте на как бы случайное знакомство с Найджелом в музее. Вскоре Руби уже обедает с Найджелом в ресторане, где неожиданно появляется доктор Айзексон. Доктор явно недоволен тем, что Руби обхаживает Найджела и в разговоре даёт Руби понять, что собирается помешать их отношениям. Расстроенная Руби уходит домой в уверенности, что её план сойтись с Найджелом разрушен. Однако Мари поддерживает свою хозяйку, уверяя, что не всё ещё потеряно. Тем же вечером Руби слышит, как Найджел, который занимает квартиру на том же этаже, играет романтическую музыку на фортепиано. Руби выходит на балкон, где появляется и влюблённый Найджел, который делает ей предложение.
Вскоре после свадьбы Найджел и Руби переезжают в Каир, где Найджел купил для них виллу «Белла Донна». Целыми днями Найджел занят раскопками в поисках гробницы фараона Рамсеса V в то время, как Руби скучает в одиночестве. Её не интересует и общение с коллегами Найджела, известными учёными-египтологами и их немолодыми жёнами. Однажды во время такого обеда семнадцатилетняя Ивонн Дюпон (Сюзанн Клотье), дочь профессора Дюпона, в слезах выбегает из-за стола. Заинтригованная Руби направляется вслед за ней во двор. Утешая девушку, Руби выясняет, что у Ивонн есть жених в Париже, однако в Каире она познакомилась с Махудом Баруди, который очаровал её, и после нескольких невинных встреч она стала писать ему письма. Теперь, когда Ивонн пора возвращаться к жениху, Махуд стал шантажировать её этими письмами. Он требует за них 10 тысяч франков, в противном случае угрожая разрушить её помолвку. Руби обещает Ивонн помочь решить её проблему. Вскоре Руби приходит в богатый дом к чрезвычайно учтивому и обходительному Махуду, который объясняет, что они с Ивонн были влюблены друг в друга, но выяснилось, что у неё есть жених в Париже. Махуд говорит, что всё ещё любит Ивонн, и ему чрезвычайно дороги его письма. Однако когда Руби намекает на близкие отношения своего мужа с шефом полиции, Махуд отдаёт ей письма, называя их инвестицией в их будущую дружбу. Руби сжигает письма и уходит. Провожая её, Махуд говорит, что они отлично поняли друг друга, и наверняка скоро встретятся вновь. Несколько дней спустя на вокзале, где Руби провожает Ивонн в Париж, она встречает Махуда, вместе с которым затем направляется в ресторан. В отдельном кабинете Махуд обнимает её, говоря, что прекрасно её понимает, и они целуются. Пока Найджел находится на раскопках, роман Руби и Махуда стремительно развивается, и вскоре она остаётся у него на ночь. Служанке Мари, которая выражает неодобрение поведением хозяйки, она говорит, что завтра, когда вернётся Найджел, она снова будет примерной женой. Вскоре Найджел приезжает на неделю в Каир, и Руби проводит время с мужем, который однако замечает отсутствующий взгляд жены. Когда за завтраком Руби видит в газете фотографию Махуда в компании молодой американской наследницы крупного состояния Джин Маккормик (Глория Ллойд), в ней вспыхивает ревность, и она умоляет мужа срочно вернуться в Лондон, однако тот отказывается.
Вскоре Эрмайны устраивают вечер на своей вилле, куда приглашены и Маккормики с дочерью, а также Махуд, который не отходит от Джин. Услышав, как он обхаживает девушку, Руби в порыве ревности уже готова публично разоблачить его, однако Махуд вовремя отзывает её в сторону и пытается успокоить. После этого Руби направляется на прогулку в парк с матерью Джин, которая, как выясняется, ожидает, что Махуд в ближайшее время сделает дочери предложение. Услышав это, Руби советует матери перед принятием решения проверить, что он за человек. Вскоре Маккормики уезжают в Америку, оставив Махуду чек в обмен на его молчание об отношениях с Джин. Встретившись у квартиры отъезжающих Маккормиков, Махуд и Руби целуются, и Руби просит его не уходить от неё. Некоторое время спустя Руби навещает Махуда дома, заставляя его в грустном состоянии, так как тот проиграл в азартные игры все оставленные ему деньги и кроме того наделал новых долгов. Руби замечает на его столе письмо, после чего Махуд объясняет, что продолжает контакты с Джин. По его словам, вскоре она получит большое наследство, что для него является единственным способом избежать финансового краха. В ответ Руби обещает помочь ему деньгами, однако Махуд заявляет, что этого недостаточно, и его может спасти только большое наследство, как у её мужа. Когда Руби произносит: «Вот если бы Найджел умер!», Махуд подхватывает эту мысль и говорит, что это был бы отличный выход, так как это сразу бы сделало Руби столь же богатой, как Джин. Он говорит, что можно устроить дело так, что Найджел умрёт на раскопках, что якобы часто случается с теми, кто беспокоит покой древних гробниц. Он показывает Руби металлическую коробочку с ядовитым порошком, который можно давать Найджелу небольшими порциями, что медленно приведёт его к смерти.
Вскоре на месте раскопок Найджел проводит пресс-конференцию для международных журналистов, в ходе которой один из слуг Махуда, который теперь работает у Найджела, готовит кофе как для самого Найджела, так и для его гостей. Руби понимает, что слуга подсыпал яд в кофе Найджела, однако ничего не говорит. Затем Найджел устраивает публичный показ найденной им золотой гробницы Рамсеса, в ходе которого у него начинается головокружение. Тем же вечером на торжественном ужине, посвящённом его открытию, когда Найджел выступает с речью, ему становится плохо, однако доктор Хардинг (Обри Матер) не может поставить ему диагноз. Когда Найджела доставляют в «Белла Донну» и укладывают в постель, он просит пригласить из Лондона доктора Айзексона, и Руби обещает сделать это. Тем временем слуга Махуда, которого взяли в дом, продолжает подсыпать порошок в воду Найджелу, которую ему подаёт Руби. Когда Мари узнаёт, что Руби не отправила письмо Айзексону, она делает это сама. Затем она резко критикует свою хозяйку за её отношения с Махудом, который, по её словам, развратил её, а затем бросит. Когда Руби просит Мари не лезть не в свои дела, Мари объявляет о своём увольнении и немедленно уходит. Руби не в состоянии пережить своё отчаяние, и вопреки договорённости направляется на поиски Махуда, обнаруживая его в ресторане в компании другой женщины. Выйдя с ним на улицу, Руби говорит, что не может больше видеть страдания Найджела, и кроме того, скоро прибудет доктор Айзексон, который может обо всём догадаться. Махуд говорит, что в таком случае его никто не сможет привязать к убийству Найджела, в то время, как она окажется под серьёзным подозрением, так как у неё есть как мотив, так и возможность совершить убийство. Руби пытается откупиться от Махуда, однако он настаивает на том, что она должна довести дело до конца сегодня же, подчёркивая, что теперь они партнёры на всю жизнь. Вернувшись домой, Руби приносит графин с отравленной водой Найджелу, однако он, чувствуя свою скорую смерть, обращается к жене с тёплыми словами любви. Он отмечает, что в своё время Айзексон предупреждал его о её постыдном прошлом, однако это не повлияло на его любовь и доверие к ней. Растроганная Руби не в состоянии дать отравленную воду мужу, и выбегает из его комнаты. Она направляется к Махуду, говоря ему, что Найджел выпил смертельную дозу. Когда Махуд предлагает им выпить по случаю успешного завершения дела, Руби незаметно подсыпает ему в вино ядовитый порошок. Выпив свой бокал, Махуд теряет сознание и умирает на её глазах…
В завершение своего рассказа Айзексону Руби говорит, что после этого они вернулись в Британию, где хранила верность Найджелу, который вскоре выздоровел. Далее она сообщает, что сегодня её навестил шеф полиции, после чего она решила написать сегодня вечером полное признание для Найджела, которое просит передать ему после того, как она завтра сдастся к Ахмеду.
Несколько дней спустя на похоронах Руби, которая во время прогулки попала под горный обвал, Ахмед спрашивает у Айзексона, была ли её смерть случайной. Доктор подтверждает, что смерть была случайной, передавая Ахмеду её письменное признание с просьбой ничего не говорить Найджелу. Ахмед возвращает письмо Айзексону, и уходит, после чего доктор рвёт его.

## В ролях
- Мерл Оберон — Руби
- Джордж Брент — Найджел Эрмайн
- Чарльз Корвин — Махуд Баруди
- Пол Лукас — сэр Мейер Айзексон
- Ленор Алрик — Мари
- Арнольд Мосс — Ахмед Эффенди
- Роберт Капа — Хамза
- Обри Матер — доктор Хардинг
- Людвиг Стоссел — доктор Мюллер
- Андре Шарло — профессор Дюпон
- Сьюзанн Клотье — Ивонн Дюпон
- Глория Ллойд — Джин Маккормик

## Создатели фильма и исполнители главных ролей
Ирвинг Пичел начинал свою карьеру в кинематографе в 1930 году как актёр, однако уже с 1932 года стал параллельно работать и как режиссёр, поставив за 22 года 37 полнометражных фильмов, среди них приключенческий триллер «Самая опасная игра» (1932), военная мелодрама «Вечное завтра» (1946), а также фильмы нуар «Мне не поверят» (1947) и «Зыбучий песок» (1950).
После номинации на «Оскар» за главную роль в фильме «Тёмный ангел» (1935) Мерл Оберон сыграла памятные роли в таких фильмах, как мелодрама «Грозовой перевал» (1939), а также фильмы нуар «Жилец» (1944), «Тёмные воды» (1944) и «Берлинский экспресс» (1948).
Джордж Брент, кинокарьера которого началась в 1930 году, сыграл в таких популярных фильмах, как музыкальная комедия «42-я улица» (1933), мелодрамы «Мордашка» (1933) и «Иезавель» (1938), а также фильмы нуар «Рискованный эксперимент» (1944), «Винтовая лестница» (1946) и «Незаконное проникновение» (1949).

## История создания фильма
Фильм поставлен по роману Роберта Смита Хиченса «Белла Донна», который был опубликован в 1909 году. До этой картины роман экранизировался трижды (под названием «Белла Донна») — в 1915, 1923 года и 1935 годах. По информации Американского института киноискусства, «все предыдущие киноверсии были верны финалу романа Хиченса, в котором Руби, ошеломлённая отказом Махуда Баруди, уходит умирать в песчаную бурю».
В «Голливуд Репортер» указывалось, что на роль Руби рассматривались кандидатуры Марлен Дитрих и Джоан Кроуфорд.
Некоторые сцены фильма снимались на натуре в парке Ред-Рок-Каньон в калифорнийской пустыне Мохаве.
По сведениям «Голливуд Репортер» это был первый фильм, премьера которого состоялась на борту пассажирского поезда, который шёл по маршруту Вашингтон-Цинциннати.
Это последний фильм студии International Pictures перед её слиянием с Universal Pictures.

## Оценка фильма критикой

### Общая оценка фильма
После выхода фильма на экраны критика дала ему неоднозначные оценки. Так, в рецензии журнала Variety было отмечено, что это «крепкий фильм во всех отношениях, кроме сценария, который слаб в попытках растянуть эту малосодержательную историю на столь длительное время».
Обозреватель «Нью-Йорк таймс» Босли Краузер назвал фильм «скучным и вялым». По его мнению, «требуется нечто большее, чем создать для Мерл Оберон гардероб из викторианских платьев с обтягивающими корсажами, турнюрами и соблазнительным декольте, чтобы вдохнуть жизнь в эту, последнюю на сегодняшний день киноверсию „Белла Донны“». Кроме того, как полагает Краузер, «чтобы разжечь драматический огонь, требуется нечто большее, чем Чарльз Корвин, актёр с гранитным подбородком из Франции, который играет обходительного любовника Оберон и её соучастника по преступному плану». Вот почему, по мнению Краузера, весь этот фильм — «это не более чем маскарад, к тому же очень старомодный. Слишком много дешёвых и пёстрых авантюристок проходят парадом по экранам, шурша юбками и бросая взгляды на джентльменов, чтобы привлечь интерес к очередному подобному персонажу. Слишком много роковых леди выходили замуж за восхищающихся ими мужчин и затем обманывали их с очередным негодяем, чтобы сделать что-либо особенное. И слишком много ревнивых женщин убило своих любовников и потом убило себя, таким образом закончив несчастные треугольники, чтобы вызвать что-либо большее, чем просто вздох. Таковы неоригинальные эпизоды, которые происходят в этом фильме».
Как пишет современный киновед Спенсер Селби, это «викторианская мелодрама, действие которой происходит в Египте, повествующая об изысканной женщине, незаконный роман которой приводит к убийству». По мнению критика, сильной стороной фильма является «хорошо выстроенный портрет неоднозначной роковой женщины». По мнению современного киноведа Хэла Эриксона, «это вполне достойная грустная романтическая мелодрама, предоставляющая золотую возможность показать себя в нескольких запоминающихся сценах своей звезде Мерл Оберон». А Майкл Кини заключил, что фильм отличает «достойная актёрская игра, но скучный сюжет».

### Оценка актёрской игры
Как отмечено в рецензии журнала Variety, Мерл Оберон «в центральной роли роковой женщины тащит на себе практически в одиночку весь груз картины, добиваясь личного триумфа». С другой стороны, «двое её мужских визави выглядят менее успешно. Так. Джордж Брент в роли временного мужа, который постоянно занят египтологией, проходится по роли деревянной походкой с отмороженным выражением лица, чем вряд ли вызывает сочувствие публики. А Чарльзу Корвину в роли египетского распутника в комплекте с феской и банальной романтической болтовнёй не хватает лоска и внутренней уверенности, кроме того, слишком часто он прикрывает поверхностной улыбкой свою разбивающую чужое сердце жестокость». С другой стороны, Джордж Лукас «вносит весомый вклад в небольшой роли семейного доктора и советника».
Краузер полагает, что «Оберон выглядит очень красиво, мистер Корвин ведёт себя с наглым хладнокровием, а Джордж Брент достаточно невыразителен чтобы выглядеть как муж, которого обманывает его дама». Как далее пишет Краузер, «Пол Лукас, Арнольд Мосс и Ленор Алрик также играют так, как будто думают, что у них есть сценарий». На самом же деле, «всё в целом это по сути трескучая чепуха, как и фильм 1923 года с участием Полы Негри».
Майкл Кини отметил игру Оберон в роли «расчётливой роковой женщины», Лукаса в роли «верного доктора» и Корвина в роли «двуличного повесы».